# Arrondissement de la Vallée-de-Mulde

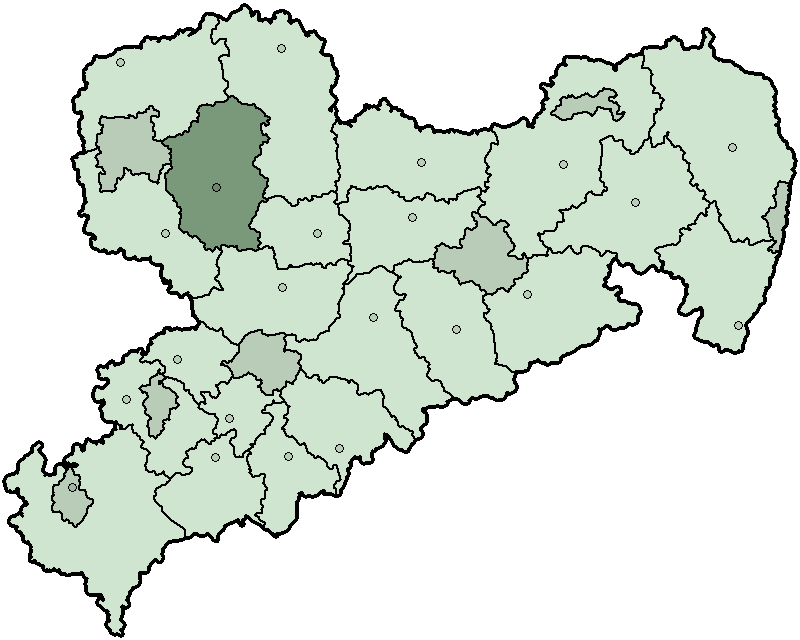
Localisation de l'ancien arrondissement en Saxe

L'arrondissement de la Vallée-de-Mulde était un arrondissement  ("Landkreis" en allemand) de Saxe  (Allemagne), dans le district de Leipzig de 1994 à 2008.
Son chef lieu était Grimma.
Il fut regroupé avec d'autres arrondissements le 1er août 2008 selon la réforme des arrondissements de Saxe de 2008.

## Villes et Communes
(nombre d'habitants en 2007)
| Städte 1. Bad Lausick (8.860) 2. Brandis (9.738) 3. Colditz (5.116) 4. Grimma (19.457) 5. Mutzschen (2.282) 6. Naunhof (8.658) 7. Nerchau (4.070) 8. Trebsen/Mulde (4.281) 9. Wurzen (17.620) Verwaltungsgemeinschaften - Verwaltungsgemeinschaft Bad Lausick mit den Mitgliedsgemeinden Bad Lausick und Otterwisch - Verwaltungsgemeinschaft Naunhof mit den Mitgliedsgemeinden Belgershain, Naunhof und Parthenstein | Gemeinden 1. Belgershain (3.521) 2. Bennewitz (5.246) 3. Borsdorf (8.382) 4. Falkenhain (3.877) 5. Großbothen (3.568) 6. Hohburg (2.985) 7. Machern (6.746) 8. Otterwisch (1.518) 9. Parthenstein [Sitz: Großsteinberg] (3.776) 10. Thallwitz (3.838) 11. Thümmlitzwalde [Sitz: Dürrweitzschen] (3.398) 12. Zschadraß [Sitz: Hausdorf] (3.360) |